# سوءظن (فیلم ۱۳۷۱)
سوءظن فیلمی به کارگردانی کاظم معصومی و نویسندگی علی ژکان ساختهٔ سال ۱۳۷۱ است.

## بازیگران
- ابوالفضل پورعرب در نقش بهروز
- مهناز افضلی در نقش رویا
- محبوبه بیات در نقش همسر کاوه سهرابی
- پرویز بزرگی در نقش فرخ - کاوه سهرابی
- حمید رمضانی در نقش مهرابی
- اسفندیار مهرتاش در نقش آرتوش
- هوشنگ هدایتی در نقش مرد مسلح
- احمد احمدی مطلق در نقش مرد مسلح
- امیر قهرمانی در نقش مرد مسلح